# Flavius Marcianus
Flavius Marcianus, död efter 484, var son till kejsar Anthemius och Marcia Euphemia. 
Han försökte 479 och 483 avsätta sin svåger Zeno och överta tronen i Östrom. 